# Myiopharus apicalis
Myiopharus apicalis är en tvåvingeart som först beskrevs av Brethes 1920.  Myiopharus apicalis ingår i släktet Myiopharus och familjen parasitflugor.
Artens utbredningsområde är Peru. Inga underarter finns listade i Catalogue of Life.